# Kabergolin

Strukturformel för kabergolin

Kabergolin (IUPAC-namn: N-[3-(dimetylamino)propyl]-N-[(etylamino)karbonyl]-6-(2-propenyl)-8g-ergolin-8-karboxamid, summaformel C26H37N5O2) är en dopaminagonist, med hög affinitet för dopamin D2 receptorer, som används vid behandling av symptomen vid Parkinsons sjukdom. 
Kabergolin används även för att förhindra laktation (bildandet av bröstmjölk) genom att minska hormonet prolaktin
Kemiskt namn:
1-[(6aR,9R,10aR)-7-Allyl-4,6,6a,7,8,9,10,10a-oktahydroindolo[4,3-fg]kinolin-9-karbonyl]-1-[3-(dimetylamino)propyl]-3-etylkarbamid
Aktuella läkemedel innehållande Kabergolin finns på Fass. 
Kabergolin framställdes ursprungligen av läkemedelsföretaget Pfizer.